# Weidener Hütte
Die Weidener Hütte ist eine Schutzhütte der Kategorie I der Sektion Weiden des Deutschen Alpenvereins (DAV). Sie liegt auf 1799 m ü. A. Höhe in den Tuxer Alpen im Bundesland Tirol in Österreich. 

## Zugänge
- von Innerst (1287 m), Gehzeit: 2 Stunden. Dieser Weg ist im Winter auch als Rodelbahn präpariert.[1]
- von Weerberg (882 m), Gehzeit: 4 Stunden, über Kolsaßberg 5 Stunden
- von Weer (548 m) über Kolsaßberg, Gehzeit: 5 Stunden
- ab Jagerhof, Gehzeit: 4 Stunden

## Tourenmöglichkeiten
- nach Lanersbach über Geiseljoch (2292 m), Gehzeit: 4 Stunden

### Übergänge zu Nachbarhütten
- Rastkogelhütte über den Rastkogel, Gehzeit: 5 Stunden
- Lizumer Hütte
  - über Krovenzalm und Hippoldjoch (2524 m), Gehzeit: 4½ Stunden
  - über Geiseljoch, Vallruckalm, Nasse-Tux-Alm und Torjoch, Gehzeit: 4½ Stunden
- Gschößwandhütte über Rastkogel, Wanglspitze (2420 m) und Penkenjochhaus, Gehzeit: 6 Stunden (Seilbahn nach Mayrhofen)

### Mehrtagestouren
- Inntaler Höhenweg: Eine Höhen-Genusstour in 6 Tagesetappen[2][3], die Weidener Hütte ist Ziel der 3. Etappe.
- Die Hütte ist weiters ein wichtiger Stützpunkt für Weitwanderer auf dem Zentralalpenweg quer durch Österreich.

### Gipfelbesteigungen
- Hobarjoch (2512 m), Gehzeit: 2½ Stunden
- Hippoldspitze (2642 m), Gehzeit: 3½ Stunden
- Hirzer (2725 m), Gehzeit: 5 Stunden
- Halslspitze (2574 m), Gehzeit: 2¼ Stunden
- Rastkogel (2762 m), Gehzeit: 3½ Stunden

### Skitouren
- Weerberg – Innerst
- Übergang nach Lanersbach
- Rastkogel
- Hobarjoch
- Hippoldspitze
- Halslspitze

## Wissenswertes
Auf einigen Berghütten in Tirol lernen Sherpas aus Nepal, worauf es beim Tourismus ankommt, um später Lodges in ihrer Heimat zu betreiben. Auf der Weidener Hütte werden seit 2008 während der Hauptsaison Nepalesen im Rahmen des „Sherpa-Projekts“ eingesetzt, um Erfahrungen zu sammeln.